# ژانگ هانلان
ژانگ هانلان (انگلیسی: Zhang Hanlan؛ زادهٔ ۱۹ ژوئیهٔ ۱۹۷۹) بازیکن بسکتبال زن اهل چین بود. وی در بازی‌های المپیک تابستانی ۲۰۰۸ شرکت کرده‌است.